# St. Wigberti (Thürungen)

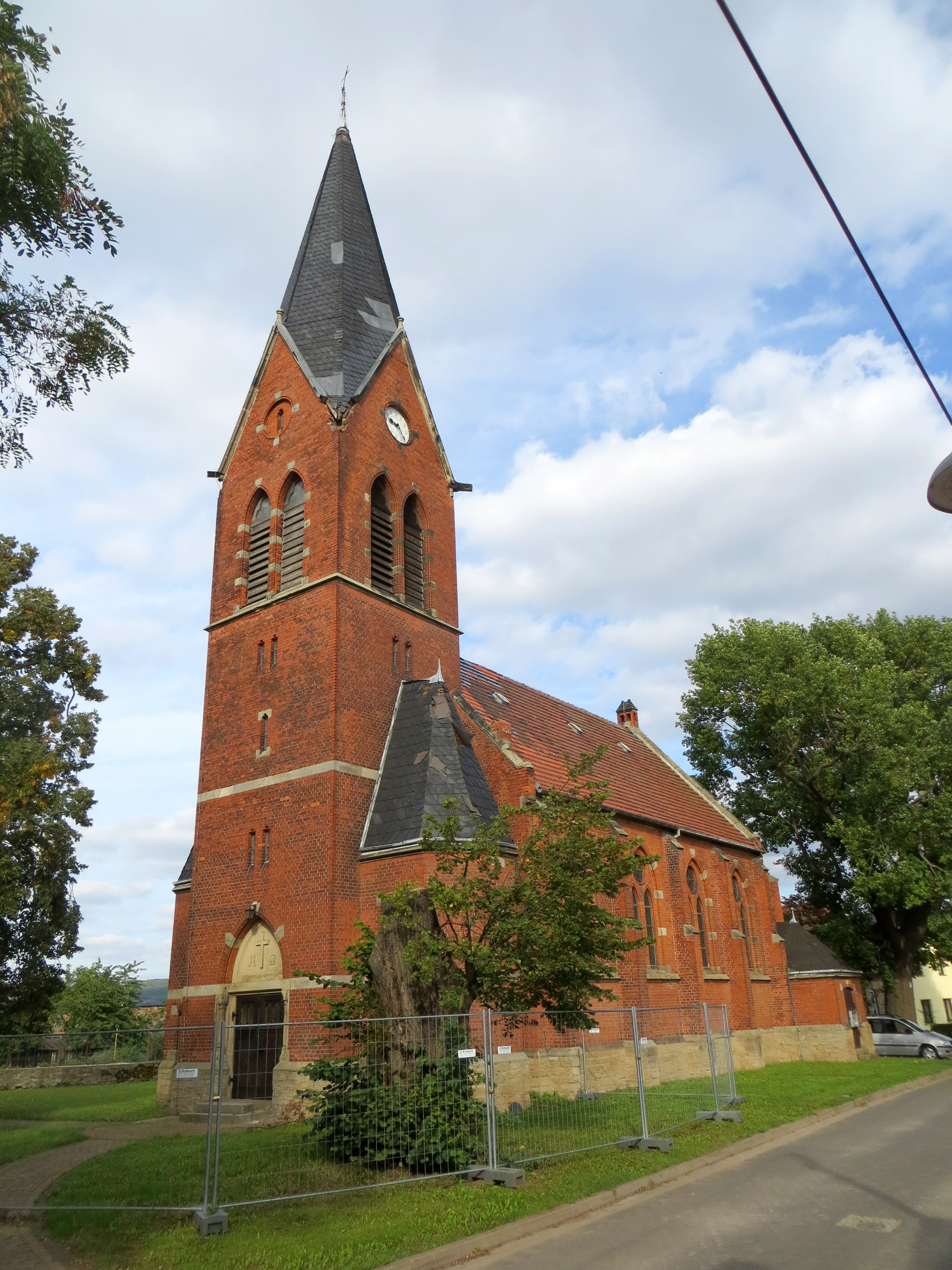
St. Wigberti

Die evangelische Dorfkirche St. Wigberti steht im Ortsteil Thürungen der Landstadt Kelbra im Landkreis Mansfeld-Südharz in Sachsen-Anhalt.

## Geschichte
Die weithin sichtbare Dorfkirche wurde in den Jahren 1901–1903 von Friedrich Fahro aus Halle erbaut. Informationen zum Vorgängerbau lagen nicht vor. Das Bauwerk ist ein kleiner Rechtecksaal; der eingezogene Chor mit dreiseitigem Schluss und der Westturm sind jeweils von Anbauten flankiert. Der Chor ist mit Gewölbe geschlossen, das Schiff hat einen offenen, verbretterten Dachstuhl. Im Westen ist eine Orgelempore eingebaut. Farbglasfenster im Chor aus der Bauzeit zeigen Darstellungen der Kreuzigung, der Geburt und der Auferstehung Christi. Gleichzeitig wurden die Ausmalung und die schlichte Ausstattung geschaffen, dazu gehören ein geschnitzter Altaraufsatz auf einer steinernen Mensa, die Holzkanzel und die Sandsteintaufe.
Sowohl der Kirchturm, als auch das Kirchenschiff sind sanierungsbedürftig.
Die pneumatische Orgel der Firma Strobel aus der Zeit des Neubaus ist nicht bespielbar.